# Akiba Tomoichirō
Akiba Tomoichirō (em japonês:  秋葉 朝一郎; 1903 – 1983) foi um médico japonês. Akiba descobriu que bactérias, que já são resistentes a produtos farmacêuticos, transmitem esta propriedade a outras bactérias, inclusive quando as mesmas não são parentes. Recebeu o Prêmio Paul Ehrlich e Ludwig Darmstaedter de 1980.

## Vida
Akiba estudou medicina e microbiologia e foi entre 1944 e 1963 professor na Faculdade de Medicina da Universidade de Tóquio. Após aposentar-se trabalhou até 1973 Instituto de Pesquisas Nihon. Foi desde 1970 diretor da Kyōritsu Yakka Daigaku (atual Faculdade de Farmácia da Universidade Keio).